# 슈퍼 옥수수
유전자 조작 옥수수는 유전자를 조작하여 형질을 개량한 옥수수이다.

## 개요
슈퍼 옥수수는 유전자 변형 식품의 한 종류로써 옥수수의 유전자의 형질을 변형시켜 원하는 특성을 가지도록 의도적으로 만들어진 옥수수이다. 옥수수 유전자가 조작된 특성에는 해충 저항성, 제초제 저항성이 있다. 슈퍼 옥수수는 현재 미국, 남아프리카에서 상업적으로 재배되고 있으며 스페인, 체코, 포르투갈, 그리고 독일에서도 제한된 양으로 재배되고 있다.

## 내성 옥수수
해충 및 제초제에 강한 옥수수 품종이 생산되었다. 해충 및 제초제 내성 옥수수는 미국에서 재배되고 있다. 2004년에 유럽연합으로부터 수입을 승인받았으며 논란거리가 되고 있다.
논란은 다음과 같은 사건에서 확인 할 수 있다. 미국의 생명공학회사인 몬산토사가 개발한 주요 유전자조작 옥수수 3품종이 신장 간장 기능에 명확한 악영향을 미친다는 연구 결과가 나왔다. 프랑스 연구팀이 세계 식량과 사료로 상품화된 주요 유전자조작 옥수수 3품종을 먹인 쥐 실험을 통해 혈액과 기관의 데이터 비교 분석을 했다. 연구에 사용된 유전자조작 옥수수는 모두 몬산토의 제품으로 라운드업 제초제 내성 옥수수, 살충성 BT 옥수수 2종이며, 연구자는 분석 데이터에서 유전자조작 옥수수에 특정된 새로운 농약에 의한 간신 독성 징후를 발견했다. 과거 인간과 동물의 음식물에는 전혀 포함되는 않은 물질이 발견되어 유전자조작 옥수수를 소비하는 사람에 대한 건강 여부도 분명히 밝혀져 있지 않다.

## 장점과 단점
장점
옥수수는 과자, 음료수, 식용유, 제지, 섬유, 접착제, 화장품, 의약품, 에너지 생산과 같은 다양한 분야에 응용되고 있으며, 최근 이러한 다양한 쓰임새에 따른 수요 급증으로
옥수수 생산성 향상을 위해 유전자변형 옥수수가 재배되고 있다. 옥수수 자체를 이용하여 통조림 형태의 식품, 콘플레이크, 빵, 떡 등의 원료, 배합사료의 원료로 사용할 수 있고,
옥수수 전분을 이용하여 바이오에탄올 생산에 이용 각종 가공식품을 만들어 내며, 제지 섬유, 접착제 분야 등 다양한 공업원료로도 사용된다. 또한, 옥수수 배아를 압축하여 식용유 제조가 가능하고 배아를 제외한 부분은 사료 원료로 이용된다.
단점
인체에 대한 위해성은 슈퍼 옥수수의 가장 큰 논란 내용인데, 알레르기와 독성에 관해서는 특정 음식에 알레르기를 일으키는 사람이 있듯이 유전자 변형 옥수수도 식품의 한 일종이므로 특정인에게 알레르기 반응할 수 있는 가능성을 가지고 있다고 할 수 있다. 그 이외에는 기타 GM식품에 관한 기형아, 간 이상, 발육저하, 사망률 증가 등과 같은 우려들이 있다.

## 같이 보기
- 유전자 변형 옥수수
- 유전자 변형 식품